# Astyanax altior
Astyanax altior är en fiskart som beskrevs av Hubbs, 1936. Astyanax altior ingår i släktet Astyanax och familjen Characidae. Inga underarter finns listade.